# Psaume 75 (74)
Le psaume 75 (74 selon la numérotation grecque) est attribué à Asaph. Il constitue la suite du psaume 74.  C'est aussi le pendant du psaume 2, auquel il apporte une réponse.  Bien que l'on ne trouve nulle part mention du Messie, c'est bien le thème du psaume, un Messie qui juge avec droiture.

## Texte
| verset | original hébreu                                                                | traduction française de Louis Segond | Vulgate latine |
| ------ | ------------------------------------------------------------------------------ | --- | --- |
| 1      | לַמְנַצֵּחַ אַל-תַּשְׁחֵת; מִזְמוֹר לְאָסָף שִׁיר                                                  | [Au chef des chantres. Ne détruis pas. Psaume d’Asaph. Cantique.]                                                                                               | In finem [ne corrumpas] psalmus Asaph cantici                                                                                                |
| 2      | הוֹדִינוּ לְּךָ, אֱלֹהִים--הוֹדִינוּ, וְקָרוֹב שְׁמֶךָ; סִפְּרוּ, נִפְלְאוֹתֶיךָ                            | Nous te louons, ô Dieu ! nous te louons ; ton nom est dans nos bouches ; nous publions tes merveilles.                                                          | Confitebimur tibi Deus confitebimur et invocabimus nomen tuum narrabimus mirabilia tua                                                       |
| 3      | כִּי, אֶקַּח מוֹעֵד; אֲנִי, מֵישָׁרִים אֶשְׁפֹּט                                                 | Au temps que j’aurai fixé, je jugerai avec droiture. | Cum accepero tempus ego iustitias iudicabo                                                                                                   |
| 4      | נְמֹגִים, אֶרֶץ וְכָל-יֹשְׁבֶיהָ; אָנֹכִי תִכַּנְתִּי עַמּוּדֶיהָ סֶּלָה                                    | La terre tremble avec tous ceux qui l’habitent : moi, j’affermis ses colonnes. [Pause]                                                                          | liquefacta est terra et omnes qui habitant in ea ego confirmavi columnas eius [diapsalma]                                                    |
| 5      | אָמַרְתִּי לַהוֹלְלִים, אַל-תָּהֹלּוּ; וְלָרְשָׁעִים, אַל-תָּרִימוּ קָרֶן                                  | Je dis à ceux qui se glorifient : Ne vous glorifiez pas ! Et aux méchants : N’élevez pas la tête !                                                              | Dixi iniquis nolite inique facere et delinquentibus nolite exaltare cornu                                                                    |
| 6      | אַל-תָּרִימוּ לַמָּרוֹם קַרְנְכֶם; תְּדַבְּרוּ בְצַוָּאר עָתָק                                          | N’élevez pas si haut votre tête, ne parlez pas avec tant d’arrogance !                                                                                          | Nolite extollere in altum cornu vestrum nolite loqui adversus Deum iniquitatem                                                               |
| 7      | כִּי לֹא מִמּוֹצָא, וּמִמַּעֲרָב; וְלֹא, מִמִּדְבַּר הָרִים                                           | Car ce n’est ni de l’orient, ni de l’occident, ni du désert, que vient l’élévation.                                                                             | Quia neque ab oriente neque ab occidente neque a desertis montibus                                                                           |
| 8      | כִּי-אֱלֹהִים שֹׁפֵט; זֶה יַשְׁפִּיל, וְזֶה יָרִים                                               | Mais Dieu est celui qui juge : il abaisse l’un, et il élève l’autre.                                                                                            | Quoniam Deus iudex est hunc humiliat et hunc exaltat                                                                                         |
| 9      | כִּי כוֹס בְּיַד-יְהוָה, וְיַיִן חָמַר מָלֵא מֶסֶךְ-- וַיַּגֵּר מִזֶּה:אַךְ-שְׁמָרֶיהָ, יִמְצוּ יִשְׁתּוּ; כֹּל, רִשְׁעֵי-אָרֶץ | Il y a dans la main de l’Éternel une coupe, où fermente un vin plein de mélange, et il en verse : Tous les méchants de la terre sucent, boivent jusqu’à la lie. | Quia calix in manu Domini vini meri plenus mixto et inclinavit ex hoc in hoc verum fex eius non est exinanita bibent omnes peccatores terrae |
| 10     | וַאֲנִי, אַגִּיד לְעֹלָם; אֲזַמְּרָה, לֵאלֹהֵי יַעֲקֹב                                             | Je publierai ces choses à jamais ; je chanterai en l’honneur du Dieu de Jacob.                                                                                  | Ego autem adnuntiabo in saeculum cantabo Deo Iacob                                                                                           |
| 11     | וְכָל-קַרְנֵי רְשָׁעִים אֲגַדֵּעַ; תְּרוֹמַמְנָה, קַרְנוֹת צַדִּיק                                       | Et j’abattrai toutes les forces des méchants ; les forces du juste seront élevées.                                                                              | Et omnia cornua peccatorum confringam et exaltabuntur cornua iusti                                                                           |

## Sujet du psaume
Il est probable que celui-ci et le psaume suivant (psaume 76 (75)) furent composés, à la suite de l'invasion de Sennacherib, roi d'Assyrie. Ce cantique, il s'agit d'un écho de la promesse de Dieu qui avait auparavant été présentée au peuple par Isaïe (Bible Segond 1910/Livre d’Ésaïe 37,33). Cette composition annonçait, telles prochaines, la délivrance des Israélites et l'humiliation de leurs ennemis.    

## Usages liturgiques

### Dans le christianisme

#### Chez les catholiques
Depuis le haut Moyen Âge, ce psaume était exécuté auprès des monastères, lors de l'office de matines du jeudi, selon la distiribution de saint Benoît de Nursie effectuée vers 530,.
Au regard de liturgie des Heures actuelle, le psaume 75 est récité ou chanté à l’office du milieu du jour le mercredi de la troisième semaine.

## Mise en musique
Henry Desmarest a mis en musique ce psaume sous la forme d'un grand motet, à une date inconnue.

## voir aussi